# Rhanidophora septipunctata
Rhanidophora septipunctata är en fjärilsart som beskrevs av George Thomas Bethune-Baker 1909. Rhanidophora septipunctata ingår i släktet Rhanidophora och familjen nattflyn. Inga underarter finns listade.